# A gyilkos hegy (Sanctuary – Génrejtek)
A gyilkos hegy (Kush) a Sanctuary – Génrejtek című kanadai sci-fi-fantasy televíziós sorozat első évadjának ötödik epizódja.

## Ismertető
|  | Alább a cselekmény részletei következnek! |

Dr. Magnus és Will Zimmerman egy abnormális lény befogása után hazafelé tartanak a Himalájából, amikor repülőgépük lezuhan valahol a Kush-hegységben. Helen körbejárja a magukhoz térő túlélőket, hogy kinek van szüksége segítségre. Észreveszi, hogy a gép halott pilótájának arcán hatalmas karmolásnyomok vannak, és a befogott lény is eltűnt. A csoport igyekszik berendezkedni az elkövetkezendő órákra, amíg a mentőcsapat megérkezik. A vihar azonban akár napokig, hetekig is eltarthat. Miközben a túlélők alszanak, a gép másodpilótája öngyilkos lesz. Dr. Magnus több alkalommal is régi vőlegényét, John Druittot hallucinálja vagy álmodja maga mellé, és a többiek is hasonlókat tapasztalnak. A következő áldozat, Sylvio, Helen és Will társa. A feszültség egyre inkább növekszik a csapat tagjai között. Dr. Magnus közben rájön, hogy az abnormális lény az, mely telepatikus erejével olyan dolgokat láttak velük, melyek nem valósak. Magnus vérvizsgálattal próbálja kiszűrni, hogy nem valamelyikük képében rejtőzik-e közöttük a lény. A következő áldozat maga a gyanúsított Braun. Már csak négyen maradtak túlélők, és újabb hallucinációk zavarják a tudatukat. Will azt képzeli, megérkeztek a mentőcsapatok és kimegy a gépből, ám mikor erre rájön, már nem tud visszamenni a repülőbe, és egy újabb társuk, Allison holttestére bukkan. Közben a gépben az Allison képében mutatkozó lény megöli a negyedik túlélőt is. Míg Will saját hallucinációival küzdve próbál bejutni, a lény az ő testében már Helen mellett van. Egyetlen apró elszólásból Helen rájön, hogy nem az igazi Will ül mellette és lelövi azt, mire a lény visszaváltozik saját formájára.
|  | Itt a vége a cselekmény részletezésének! |

## Fogadtatás
Az IGN szerint az epizód közepesre sikerült. Bár nem volt szánalmas, egyszerűen csak nem volt olyan izgalmas, mint az előző, az akció és a kaland helyett inkább egy régóta várt Magnus-háttértörténetet kaptunk. A Popsyndicate.com ennél negatívabban értékelte a részt több ponton is bírálva a történetet.